# Casares de las Hurdes
Pour l’article homonyme, voir Casares (homonymie).
Casares de las Hurdes est une commune de la province de Cáceres dans la communauté autonome d'Estrémadure en Espagne.